# 倒卵叶荛花
倒卵叶荛花（学名：Wikstroemia  retusa）为瑞香科堯花属的植物。俗稱凹葉蕘花、 蘭嶼蕘花。分布在日本、台灣、菲律宾等地。

## 外型特徵
倒卵葉蕘花為灌木植物。枝條為紅棕色。
葉子對生，呈倒卵形。
花朵終端的梗短，且長著柔毛。
果實為紅色球形，長約6毫公尺。